# Modularer Infotainment-Baukasten
Der Modulare Infotainment-Baukasten (MIB) ist ein Entwicklungs- und Produktionsprinzip für den Bereich des sogenannten Infotainments (Radio, Navigation, Internet) in Fahrzeugen der Volkswagen AG. Dabei erfolgt die Entwicklung der Hard- und Software markenübergreifend.
Er wurde bei Audi seit 2009 von deren Tochter e.solutions entwickelt, erstmals im Audi A3 und mit dem Golf VII im Jahr 2012 auch bei der Marke Volkswagen eingesetzt. Vom Car Connectivity Consortium (CCC), dem auch VW angehört, wurde 2013 der Standard MirrorLink definiert, der mittlerweile auch Einzug in die Infotainmentsysteme des Konzerns gehalten hat. Ende 2014 ging die zweite Generation mit dem Audi TT an den Start. 2016 kam die Gestensteuerung hinzu (VW Golf).
Seit Juni 2019 wird der Baukasten in der dritten Generation eingesetzt, wobei dies gegenüber der zweiten eine Verzehnfachung der Prozessorgeschwindigkeit bedeutet. Die dritte Generation liegt auch dem Golf VIII (ab Ende 2019) zugrunde, wobei hier erst im August 2020 stabile Software bereit war und teilweise auch Steuergeräte getauscht werden mussten; bei Škoda wurde der MIB 3 zum Modelljahr 2021 im Karoq, Kodiaq  und Superb eingesetzt. Auch der Cupra Formentor nutzt diese Generation des MIB.
Im Oktober 2023 wurde die vierte Generation des Baukastens im Passat und der dritten Generation des Tiguan zum ersten Mal eingesetzt. Mit dem Facelift 2024 kam die vierte Generation auch in den Golf VIII. Diese Generation ähnelt unter anderem bei der Menüstruktur dem Infotainment der rein elektrischen Modelle VW ID.3 (seit Ende 2019) oder VW ID.7 (seit 2023). Beim ID.7 hatte es einige Überarbeitungen gegeben.